# 哈亚早熟
哈亚早熟（学名：Poa hayachinensis）为禾本科早熟禾属下的一个种。